# Famille Le Couteulx
Cette page explique l’histoire ou répertorie les différents membres de la famille Le Couteulx.
La famille Le Couteulx est une famille noble française originaire de Normandie, marchands drapiers et banquiers, entre autres propriétaire du château de Malmaison avant Napoléon Bonaparte.

## Personnalités
- Jacques Le Couteulx (1626-1703), marchand-drapier et juge-consul de Paris ;
- Antoine Le Couteulx (1628-1698), échevin de Rouen et bourgeois de Paris, fondateur de la Banque Le Couteulx à Paris ;
- Jean-Étienne Le Couteulx d'Arbois (1669-1757), marchand-drapier et échevin de Rouen, anobli par lettres patentes de janvier 1756 ;
- Jean-Étienne Le Couteulx des Aubris (1708-1781), président trésorier de France et général des finances en la généralité de Rouen ;
- Thomas-Barthélemy Le Couteulx de La Noraye (1714-1791), banquier, conseiller au Parlement de Normandie, premier président de la Cour des comptes, aides et finances de Normandie ;
  - Jean-Barthélemy Le Couteulx de Canteleu (1746-1818), fils du précédent, industriel, banquier et homme politique, président du Conseil des Anciens, l'un des fondateurs et régent de la Banque de France, créé comte de Fresnelles par lettres patentes du 26 avril 1808, puis comte Le Couteulx de Canteleu le 20 décembre 1817 ;
- Jean-Jacques Le Couteulx de La Noraye (1716-1765), co-gérant de la banque parisienne, député du commerce de la ville de Paris, syndic de la Compagnie des Indes et chevalier de l'ordre de Saint-Michel ;
- Antoine Le Couteulx de La Noraye (1719-1779), maire de Rouen de 1764 à 1767 ;
- Antoine Le Couteulx de Verclives (1722-1810), industriel et négociant ; maire de Rouen de 1774 à 1776 ;
- Barthélémy Le Couteulx de La Noraye (1752-1799), banquier et secrétaire de la chambre et du cabinet du roi ;
- Louis Le Couteulx de Caumont (1756-1840), homme d'affaires, voyageur, propriétaire terrien, fermier et philanthrope ;
- Jacques-Jean Le Couteulx du Molay (1740-1823), banquier et propriétaire du château de Malmaison ;
- Lorenzo Le Couteulx de La Noraye (1754-1794), banquier et administrateur des Eaux de Paris, propriétaire du château de Voisins ;
- Jacques Félix Le Couteulx du Molay (1779-1812), auditeur au Conseil d'État et préfet de la Côte-d'Or, créé baron de l'Empire par lettres patentes du 11 juin 1810 ;
- Barthélemy Le Couteulx de La Noraye (?-?), lieutenant du maire de la ville de Paris[1],[2] ;
- Barthélémy-Alphonse Le Couteulx de Canteleu (1786-1840), pair de France ;
- Charles Emmanuel Le Couteulx de Canteleu (1789-1844), colonel, aide de camp du duc d'Angoulême et commandeur de la Légion d'honneur ;
- Bénigne-Léon Le Couteulx du Molay (1810-1878), homme politique ;
- Jean-Emmanuel Le Couteulx de Canteleu (1827-1910), officier de cavalerie et éleveur de chiens et spécialiste de la chasse à courre.
- Gui-Louis-Ernest Le Couteulx de Caumont (sl) (1892-1961), général de division, grand officier de la Légion d'honneur[3].
- Gérard Le Couteulx de Caumont (1894-1940), chef de bataillon d'infanterie, mort pour la France le 30 mai 1940.

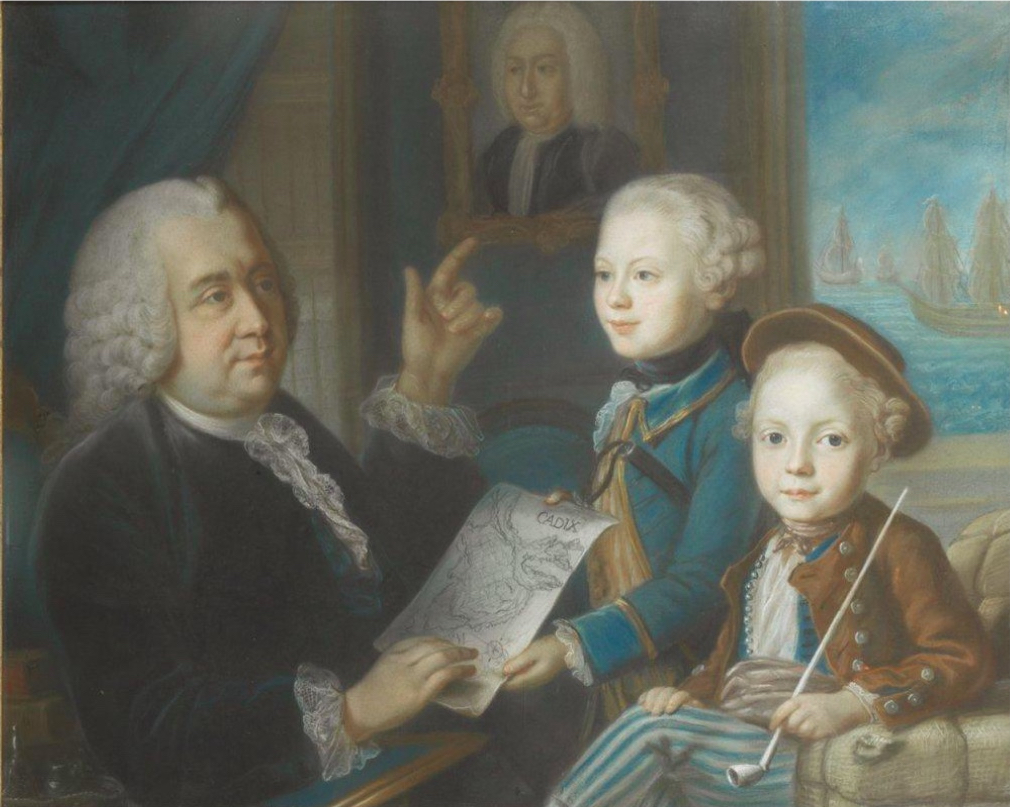
Jean-Jacques-Vincent Le Couteulx de La Noraye et ses deux fils, Barthélémy-Jean-Louis et Laurent-Vincent
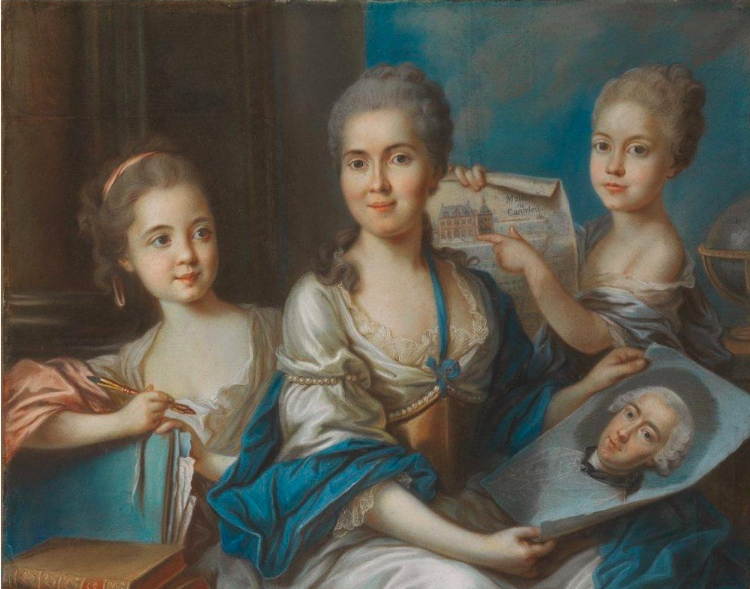
Olympe Le Couteulx de La Noraye et ses deux filles, Émilie-Hélène et Germaine-Geneviève-Sophie
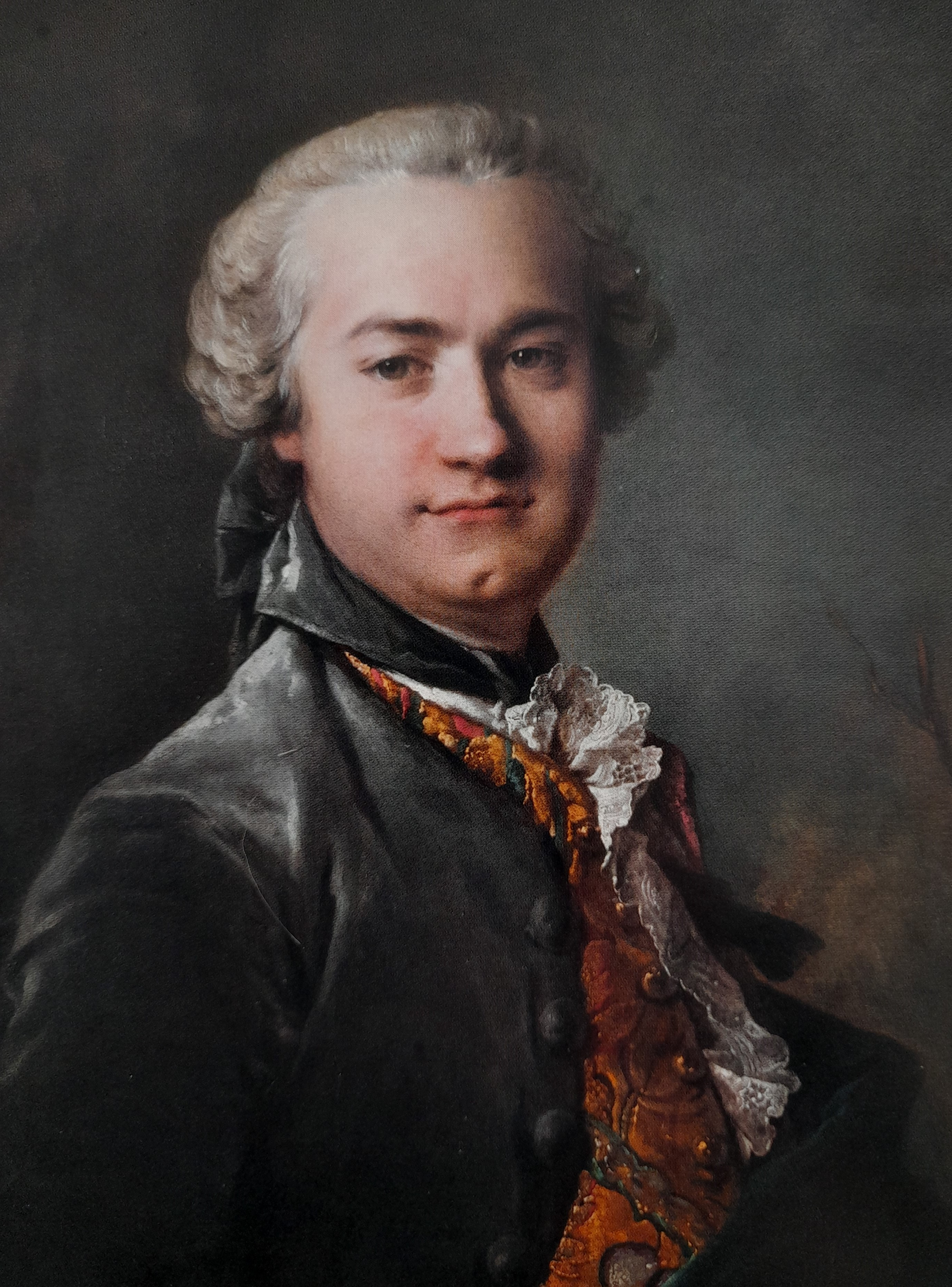
Antoine Le Couteulx de Verclives (1722-1810).
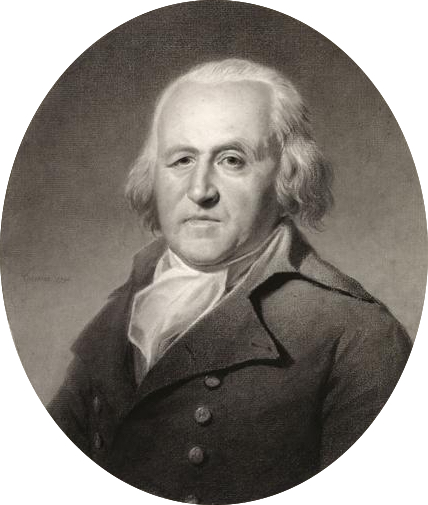
Jacques-Jean Le Couteulx du Molay (1740-1823)
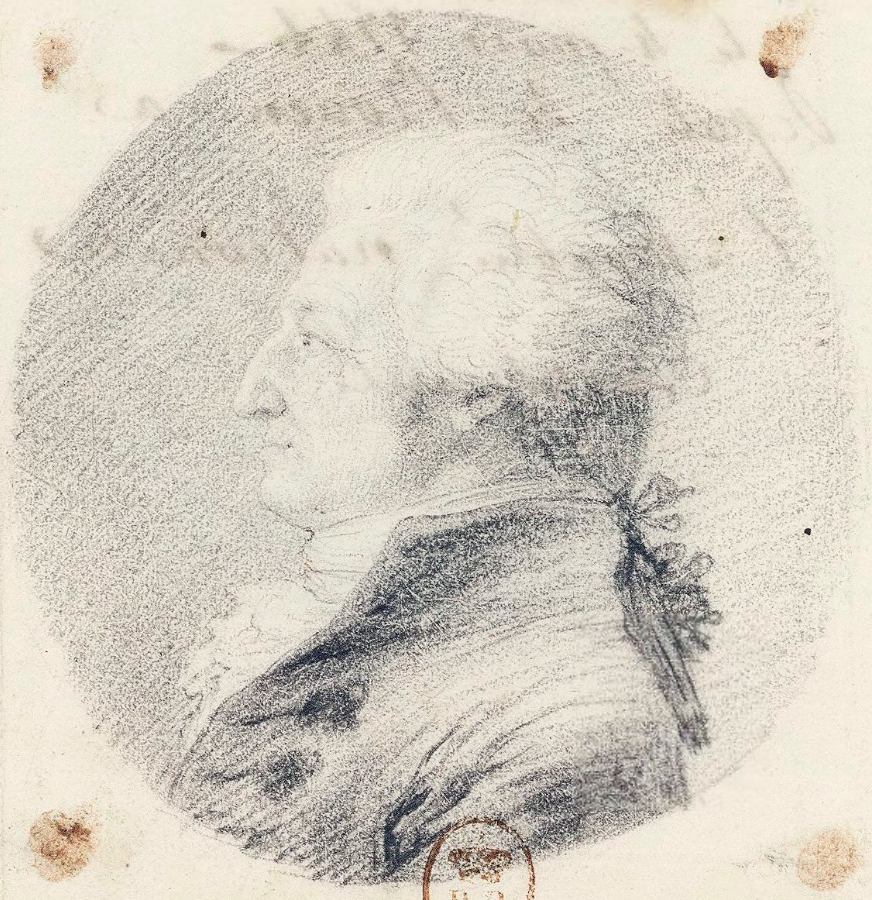
Jean-Barthélémy Le Couteulx de Canteleu (1746-1818)
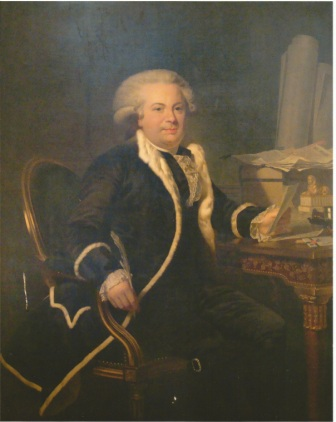
Barthélémy Le Couteulx de La Noraye (1752-1799)
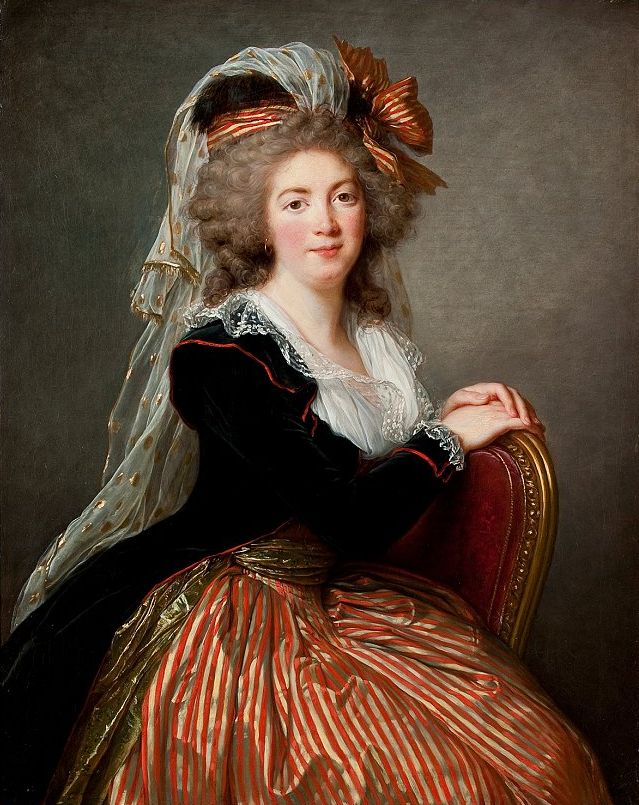
Sophie Geneviève Le Couteulx du Molay (1753-1801)
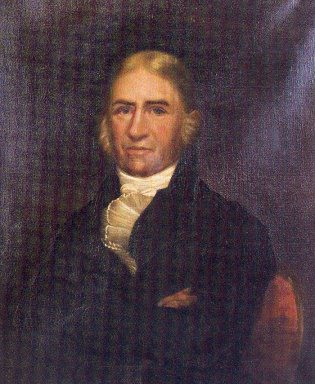
Louis Le Couteulx de Caumont (1756-1840)
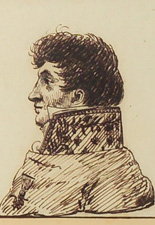
Barthélémy-Alphonse Le Couteulx de Canteleu (1786-1840).
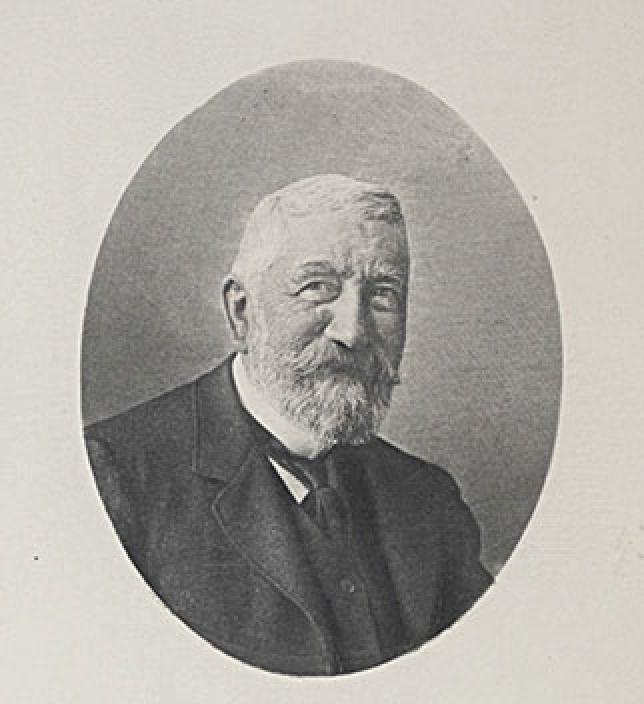
Jean-Emmanuel Le Couteulx de Canteleu (1827-1910)

## Implication dans la traite négrière
Les Le Couteulx, sans être armateurs eux-mêmes, sont engagés à plusieurs niveaux, pour une partie non négligeable de leurs activités, de façon directe ou indirecte, dans la traite négrière (depuis Saint-Malo, Le Havre et Honfleur).
La première implication de la société Le Couteulx dans la traite passe par l’activité bancaire : dans la première moitié du XVIIIe siècle, elle finance les prêts à la « grosse aventure », participe à l’assurance maritime, notamment avec les ports de Bretagne et principalement celui de Saint-Malo.
Dans la seconde moitié du XVIIIe siècle, cette implication se fait plus directe. La banque Le Couteulx, alors l’un des établissements les plus stables et les plus solides de la place parisienne, va financier directement des opérations de traite. À partir de 1784, la société familiale des Le Couteulx investie massivement dans la traite négrière par le biais de la société en commandite que dirige Jean-Laurent Ruellan. Entre 1785 et 1791, les navires armés par les Le Couteulx atteignent la proportion de 6,8 % des 145 armements négriers havrais recensés durant cette période. Ces expéditions déportent 2 500 esclaves, de Guinée et du Mozambique vers les Antilles françaises et Saint-Domingue.
Enfin, la forme la plus directe et la plus tardive de l’implication des Le Couteulx dans la traite relève de l’intégration par le mariage au monde négociant havrais durant la Révolution, notamment quand Antoine IV Le Couteulx de Verclives marie son fils Barthélemy-Pierre à Louise Foäche, fille du riche armateur négrier havrais Martin-Pierre Foache, dont la dot s'élève à 300 000 livres.

## Postérité
En 1937, la commune de Canteleu adopte comme blason les armoiries de la famille Le Couteulx de Canteleu,.